# 傑列維亞納
50°6′34″N 30°41′24″E / 50.10944°N 30.69000°E
德雷夫亞納（烏克蘭語：Дерев'яна）是位於烏克蘭北部的村莊，由基辅州奧布希夫區的奧布希夫市鎮負責管轄。該村始建於1760年，面積2.2平方公里，海拔高度135米，2001年人口533，人口密度每平方公里242.3人。